# 海賊王女
《海賊王女》是Production I.G製作的日本原創電視動畫，由2021年8月14日起先在北美首播，其後在同年10月於日本首播。

## 剧情简介
故事发生在18世纪的背景，菲娜·霍特曼与父亲乘船出海，遭到海盗袭击，菲娜在雪丸的帮助下，乘小船逃脱，流浪到娼妓之岛。十年后，菲娜打算逃离该岛，在期间被雪丸等人救起，得知雪丸等人是父亲資助的东洋浪人，效忠于父亲，答应她父亲完成使命。雪丸与菲娜的重逢让她想起父亲遇害前交代的使命“找到伊甸”，于是菲娜与雪丸等人再次出海，寻找“伊甸”，了解其中的真相。

## 登場角色
菲娜·霍特曼（聲：瀨戶麻沙美（日本）；穆宣名（台灣））
在十年前和父親乘坐的船遭到海賊攻擊，她被雪丸放到一艘小船上後向她保證之後一定會去找她，希望她堅強的活下去，最後她乘坐著小船漂流到娼妓之島被救起，十年後在要被抓去送上初夜之前嘗試逃出，被抓到被兩個兒時照顧過她的父親的部下給救了後來當他們在逃跑後又被抓住時雪丸及時拯救下他們。留有一頭白色長髮、藍色眼睛，被稱為“白之境界線（白の境界線）”。擁有一部分貞德的記憶，要在特定場合才能觸發記憶，在終於來到伊甸後遇到柯迪，得知這個世界正在走向衰敗中，要讓他做選擇，是要直接讓世界毀滅，然後帶著自己最愛的那個人及少數生命體乘坐諾亞方舟直到世界重啟，還是就這樣眼睜睜看著世界走向毀滅，選擇這兩樣之後都會因為難以承受壓力而崩潰，所以會讓她先失去所有記憶。若不想失去所有記憶的話其實還有第三種選項，那就是誕下國王之女讓其來做選擇然後去死。菲娜選擇了第二個選項後在失去記憶前跟雪丸表白。在失去所有的記憶後，髮色從白色蛻變成了深灰色並跟雪丸他們一同開啟新人生，同時也回訪他們旅行過的地方。
雪丸（聲：鈴木崚汰（日本）；何志威（台灣））
和菲娜一同坐上船的、來自真田家的少年。覺得菲娜不論是以前還是現在都一樣的吵，在船遭到攻擊時放走了菲娜搭乘的小船並向她約定一定會去找她，希望她一定要活下去，之後受了重傷被救回到真田家，跟菲娜是那場襲擊中唯二的倖存者，刻苦修煉後成為真田家的精英之一並發誓要找回菲娜。於十年後得到消息來到娼妓之島並救下一名男子後，從他口中得知菲娜的下落。留著一頭黑色長髮，使用的武器是雙刃。看著性格嚴肅實則有些傲嬌彆扭。對決定好要做的事就算被阻止還是會去做。抽籤運蠻差的。他在聽到菲娜對他的表白後並誓言一定會找回她的記憶。最後才回覆菲娜的表白，向她告白後成了情侶。
紫檀（聲：櫻井孝宏（日本）；陳彥鈞（台灣））
真田家的精英之一，外型為長髮及肩的美型帥哥，性格有些輕浮，使用的武器是弓箭。因為在旅途開始前被首領和兄長桂告知他們之所以會協助霍特曼家的原因是因為碰巧知道霍特曼家有去伊甸的線索，以及他們認為菲娜是會魅惑他人的魔女後開始暗暗對菲娜抱有防備之心。他們在找到伊甸的座標後菲娜被海賊團給綁走了，當雪丸及眾人想拯救菲娜時強力反對，因為他已經跟桂通風報信了，桂要他們待命等他過來，最後他們還是把菲娜救回來了。在真樺的勸說以及跟菲娜的自我調侃下，認同菲娜是夥伴，之後決定先去伊甸，最終成功將遺落在伊甸的國寶-草薙劍交給前來會合的桂。過去少年時期沒有武學天份要放棄修煉時，受到雪丸的鼓勵，同時也發現自己更適合使用弓箭而成為暗殺隊的一員。
花梨（聲：悠木碧（日本）；許淑嬪（台灣））
真田家的精英之一，是個活潑好勝的少女，在鐵匠世家長大的她，一提到關於機械的講究就會變得興奮起來，擅長發明東西，使用的武器是槍。
槐（聲：佐藤元（日本）；胡鎮璽（台灣））
真田家的精英之一，暗殺高手，與楓是雙子(哥哥)，戴右邊耳環，時常與楓一起捉弄其他人。都跟楓一起行動，想法相近，最常捉弄同隊的椿跟花梨。使用武器是長槍與腰刀。
楓（聲：逢坂良太（日本）；孟慶府（台灣））
真田家的精英之一，暗殺高手，與槐是雙子(弟弟)，戴左邊耳環，時常與槐一起捉弄其他人。都跟槐一起行動，想法相近，最常捉弄同隊的椿跟花梨。使用武器是長槍與腰刀。
椿（聲：大須賀純（日本）；何志威（台灣））
真田家的精英之一，使用短尺忍者刀戰斗，部隊年紀最大，同時也是给大家做饭的厨房管理員，是一名能包容大家的各种玩笑的正常人，但常被楓與槐無底限的玩笑搞到抓狂，经常胃痛，對周遭事物很敏感，聽力也很敏銳，可以在敵人來襲前夕發覺。
真樺（聲：田中進太郎（日本）；孟慶府（台灣））
真田家的精英之一，在部隊裡力氣最大，身材最魁梧，食量也相當大，性格溫柔，語速慢，是隊伍中可以制止雙子惡作劇唯一隊員，會最製作弓箭及炸藥，擅長近距離交戰，過去曾因製作的弓箭太紮實無法投入作戰而顯的落寞，直到紫檀能使用他的弓箭才感到釋懷，並鼓勵後者繼續在武術上修煉。
薩爾曼（聲：村治學（日本）；陳彥鈞（台灣））
以前服侍霍特曼家族的家臣之一，得知菲娜所在地，第一時間拯救菲娜幫助她逃脫，此後因年紀大只能跟奧托留在真田一族等待菲娜的消息。
奧托（聲：平田廣明（日本）；孟慶府（台灣））
以前服侍霍特曼家族的家臣之一，得知菲娜所在地，第一時間拯救菲娜幫助她逃脫，同時將菲娜還活著的消息告知真田一族並請求他們協助救人，此後因年紀大只能跟薩爾曼留在真田一族等待菲娜的消息。
格雷絲·奧瑪麗（聲：深見梨加（日本）；許淑嬪（台灣））
女海賊船長。十年前聯合阿貝爾所屬的海軍攻擊菲娜他們的船。
阿貝爾·布魯菲德（聲：森川智之（日本）；陳彥鈞（台灣））
王立海軍將校。十年前聯合女海賊船長格雷絲攻擊菲娜他們的船。雖然動畫裡沒有說清楚可是他有王室血統是個王子卻沒有王位繼承權。深愛著菲娜的母親海倫娜，最後在伊甸見到海倫娜後死去。動畫最後菲娜在街上看見二個小孩，應該是阿貝爾和海倫娜轉生了。
柯迪（聲：八重畑由希音（日本）；陳筱寧（台灣））
阿貝爾的隨從，外觀看似普通的小男孩，性格卻異常成熟，菲娜被虜到阿貝爾軍船時有與之交談過，最後其揭露真身為伊甸的意識之一。
桂（聲：遊佐浩二（日本）；孟慶府（台灣））
是雪丸他們所屬的“真田家精英部隊”最強的精英，也是雪丸的武術師傅，紫檀的兄長，最早得知菲娜的身世並暗中與紫檀保持連繫，確保祖國的寶物-草薙劍能在伊甸尋回。

## 制作人员
- 原作：中泽一登、Production I.G
- 导演：ToyGerPROJECT、中泽一登、高桥哲也、
- 剧本：窪山阿佐子
- 角色原案、分镜、音响监督：中泽一登
- 总作画监督：中泽一登、高桥靖子
- 主要角色设计：高桥靖子
- 角色设计：西村理惠
- 机械设计：常木志伸
- 概念设计：西田稔
- 美术监督：竹田悠介、垣堺司
- 色彩设计：土井合
- 摄影监督：荒井荣儿
- 编辑：石井知
- 音乐：梶浦由记
- 音乐制作：FlyingDog
- 监修：佐佐木史郎
- 音乐制作人：佐藤正和、深水円
- 制片人：黑木类
- 动画制作：Production I.G

## 主题曲
片頭曲《海和珍珠》（海と真珠）
歌：JUNNA
作詞、作曲、編曲：梶浦由記
片尾曲《盡頭》（サイハテ）
歌：鈴木實里
作詞：饗庭純，作曲、編曲：出羽良彰

## 各话列表
| 话数 | 日文标题 | 中文标题   | 演出       | 作画监督                                           | 首次播放日期   |
| ---- | -------- | ---------- | ---------- | -------------------------------------------------- | -------------- |
| 1    |          | 記憶       | 高桥哲也   | 中泽一登、高桥靖子                                 | 2021年 10月3日 |
| 2    |          | 繼承之旅   | 竹内知海   | 福原麻衣、、竹内知海                               | 10月10日       |
| 3    |          | 巴巴拉爾   | 横山和基   | 下妻日纱子、具志坚真由、实藤晴香                   | 10月17日       |
| 4    |          | 石之謎     | 中泽一登、 | 角谷知美、植田实、具志坚真由                       | 10月24日       |
| 5    |          | 座標       | 松泽健一   | 竹内知海、黄濑和哉、宫下雄次、植田实               | 10月31日       |
| 6    |          | 混亂藍船   | 高桥哲也   | 福原麻衣、下妻日纱子、、山崎绘里、高桥靖子、渡边爱 | 11月7日        |
| 7    |          | 燃燒的海   | 川崎逸郎   |                                                    | 11月14日       |
| 8    |          | 騎士的誓言 | 竹内知海   | 福原麻衣、竹内知海、原修一、天羽史季               | 11月21日       |
| 9    |          | 反之亦然   | 高桥哲也   | 渡边爱、下妻日纱子、具志坚真由、                   | 11月28日       |
| 10   |          | 漸入佳境   | 川崎逸郎   | 福原麻衣、下妻日纱子、、高桥靖子、渡边爱           | 12月5日        |
| 11   |          | 使命的盡頭 | 黄濑和哉   | 黄濑和哉                                           | 12月12日       |
| 12   |          | 選擇的巫女 | 高桥哲也、 | 中泽一登、高桥靖子                                 | 12月19日       |

## 播放电视台
| 播放日期                 | 播放时间             | 播放电视台 | 播放地区   | 备注         |
| ------------------------ | -------------------- | ---------- | ---------- | ------------ |
| 2021年10月2日 - 12月18日 | 星期日 26:38 - 27:08 | 每日放送   | 近畿广播圈 |              |
| 2021年10月3日 - 12月19日 | 星期日 23:30 - 24:00 | AT-X       | 日本全国   | 通信卫星播送 |
| 2021年10月4日 - 12月20日 | 星期一 24:30 - 25:00 | TOKYO MX   | 东京都     |              |
| 2021年10月8日 - 12月24日 | 星期五 23:00 - 23:30 | BS朝日     | 日本全国   | 广播卫星播送 |

## 外部連結
- 官方网站（日語）
- 海賊王女的X（前Twitter）（日語）